# Rachel Joyce (Schriftstellerin)

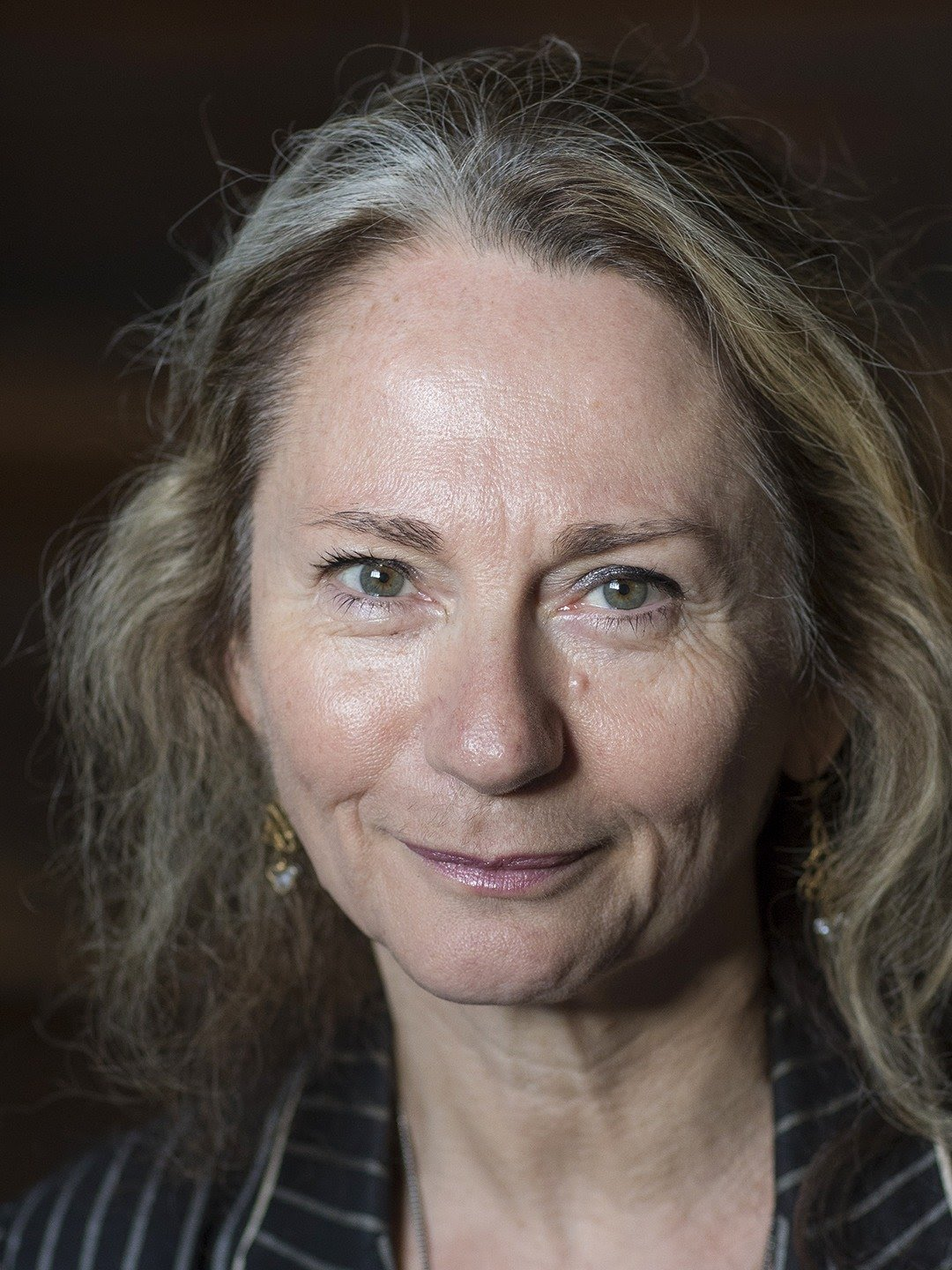
Rachel Joyce

Rachel Joyce (* 1962 in London) ist eine britische Schauspielerin und Schriftstellerin. 2012 hatte sie mit Die unwahrscheinliche Pilgerreise des Harold Fry („The Unlikely Pilgrimage of Harold Fry“) einen weltweiten Bestseller. Dieser fand seine Fortsetzung mit Das Geheimnis der Queenie Hennessie.

## Leben und berufliche Entwicklung
Rachel Joyce ist eine von drei Töchtern von Myra und Martin Joyce. Sie studierte Englisch an der Bristol University und besuchte die Royal Academy of Dramatic Art in London und arbeitete zunächst als Schauspielerin. 1999 gab sie die Schauspielerei auf, um sich besser um ihre Familie kümmern zu können. Sie begann, als Hörspielautorin für die BBC zu arbeiten.
Rachel Joyce ist mit dem Schauspieler Paul Venables verheiratet und hat vier Kinder.

## Auszeichnungen
Als Schauspielerin der Royal Shakespeare Company gewann sie den „Time Out Actress of the Year Award“ für die Hauptrolle in Henrik Ibsens Nora oder Ein Puppenheim.
2007 erhielt sie den „Tinniswood Award“ für ihr Hörspiel To Be a Pilgrim. Eines ihrer Hörspiele verarbeitete sie zu ihrem ersten Roman Die unwahrscheinliche Pilgerreise des Harold Fry, in dem sie den Krebstod ihres Vaters verarbeitet, ohne jedoch dessen Geschichte zu erzählen. 2012 wurde der Roman für den Booker Prize nominiert und gewann den „New Writer of the Year Award“.

## Werke

### Bücher (Auswahl)
- The Unlikely Pilgrimage of Harold Fry. 2012.
  - Die unwahrscheinliche Pilgerreise des Harold Fry. Deutsch von Maria Andreas. Fischer Krüger, Frankfurt 2012, ISBN 978-3-8105-1079-2. (5. Ausgabe)
- Perfect. 2013.
  - Das Jahr, das zwei Sekunden brauchte. Deutsch von Maria Andreas. Fischer Krüger, Frankfurt 2013, ISBN 978-3-8105-1081-5.
- The Love Song of Miss Queenie Hennessy. 2014.
  - Das Geheimnis der Queenie Hennessy: Der nie abgeschickte Liebesbrief an Harold Fry. Deutsch von Maria Andreas. Fischer TB, Frankfurt 2016, ISBN 978-3-596-52122-7.
- The Music Shop. 2017.
  - Mister Franks fabelhaftes Talent für Harmonie. Deutsch von Maria Andreas. Fischer Krüger, Frankfurt 2017, ISBN 978-3-8105-1082-2.
- A Faraway Smell of Lemon. 2013.
  - Ein ferner Duft wie von Zitronen. Eine Weihnachtserzählung. Deutsch von Maria Andreas. Fischer TB, Frankfurt 2018, ISBN 978-3-596-52219-4.
- Miss Benson's Beetle: An uplifting story of female friendship against the odds. 2020.
  - Miss Bensons Reise. Deutsch von Maria Andreas. Fischer Krüger, Frankfurt 2020, ISBN 978-3-8105-2233-7.
- Maureen Fry and the Angel of the North. 2022.
  - Die erstaunliche Entdeckungsreise der Maureen Fry. Deutsch von Maria Andreas. Fischer Krüger, Frankfurt 2023, ISBN 978-3-8105-0063-2.

### Hörbücher
- Das Jahr, das zwei Sekunden brauchte. 2013, gelesen von Wanja Mues, ISBN 978-3-8398-5187-6.
- Die unwahrscheinliche Pilgerreise des Harold Fry. 2012, gelesen von Heikko Deutschmann. ISBN 978-3-8398-5134-0, (DE: Gold (Hörbuch-Award))[6]
- Das Geheimnis der Queenie Hennessy: Der nie abgeschickte Liebesbrief an Harold Fry. 2014, gelesen von Andrea Sawatzki, ISBN 978-3-8398-9280-0.
- Ein ferner Duft wie von Zitronen: eine Weihnachtserzählung.2015, gelesen von Andrea Sawatzki, ISBN 978-3-8398-1416-1.
- Mister Franks fabelhaftes Talent für Harmonie.2018, gelesen von Christian Baumann, ISBN 978-3-8398-1574-8.